# Т̄
Cette page contient des caractères spéciaux ou non latins. S’ils s’affichent mal (▯, ?, etc.), consultez la page d’aide Unicode.
Т̄ (minuscule : т̄), appelé té macron, est une lettre additionnelle de l’alphabet cyrillique utilisée dans certaines translittérations ou transcriptions phonétiques. Elle est composée du té ‹ Т › diacrité d’un macron.

## Utilisations
Le macron est utilisé avec les lettres de consonnes par certains auteurs dans la transcription scientifique cyrillique pour représenter les consonnes longues ou géminées, le té macron ‹ т̄ › représentant une consonne occlusive alvéolaire sourde géminée [tː],.
Dans la translittération de la devanagari hindi avec l’alphabet cyrillique, la Direction centrale du hindi (en) utilise le té macron ‹ т̄ › pour translittérer le ṭa ‹ ट › et dans le digramme ‹ т̄х › (ou ‹ т̄х̄ ›) pour translittérer le ṭha ‹ ठ ›,.

## Représentation informatique
Le té macron peut être représenté avec les caractères Unicode suivants :
- décomposé (cyrillique, diacritiques) :

| formes    | représentations | chaînes de caractères | points de code | descriptions                                      |
| --------- | --------------- | --------------------- | -------------- | ------------------------------------------------- |
| capitale  | Т̄               | Т◌̄                    | U+0422 U+0304  | lettre majuscule cyrillique té diacritique macron |
| minuscule | т̄               | т◌̄                    | U+0442 U+0304  | lettre minuscule cyrillique té diacritique macron |